# Mikado (Holzbau)
mikado lautet der Titel eines seit 1993 bei der Weka Media GmbH & Co. KG erscheinenden Unternehmermagazins für die Fachbereiche Holzbau und Ausbau. Zum Leserkreis des Fachmagazins gehören Zimmerer, Holzbauer, Bauingenieure und Architekten. Pro Jahr erscheinen elf Ausgaben sowie das Themen-Special mikado-plus.
Die Zeitschrift ist Verbandsorgan von Holzbau Deutschland Bund Deutscher Zimmermeister.

## Themenschwerpunkte
Themen der Zeitschrift sind:
- Holzbaukonstruktionen: moderne und effiziente Baukonstruktionen und Architektur für Ingenieurholzbauten, Holzhausbauten, Komplettdächer, Bauelemente, Innenausbau und Trockenbau, Hallenbau, Treppenbau, Fassadenbekleidungen, Altbausanierung und -restaurierung gemäß dem aktuellen Stand der Technik

- Baustoffe und Bauelemente: effizienter Einsatz von modernen Baustoffen mit Markttrends und -übersichten zu Holz, Profil-, Schnitt- und Brettschichtholz und Holzwerkstoffen; Gipswerkstoffe, Dacheindeckungen, Dichtungsmaterialien, Dämmstoffe, Fassadenbekleidungen, Holzschutz, Farbbeschichtungen, Verbindungsmittel, Verglasungen sowie Bauelemente und Fertigteile wie Türen, Tore, Gauben und Treppenelemente

- Erfolgreiche Betriebsführung: erfolgreiche, ergebnisorientierte Methoden für Verkauf, Werbung, Betriebs- und Personalführung, Kalkulation und EDV-Einsatz, Infos über Bau-, Steuer- und Arbeitsrecht, zukunftsorientierte Weiterbildungschancen für Entscheider und Mitarbeiter, Möglichkeiten des Internets

- Betriebsausstattung: effizienter Einsatz von Fertigungs- und Montagetechniken mit Holzbearbeitungsmaschinen, Handmaschinen, Abbundanlagen, Fuhrpark, Oberflächenbeschichtung, CNC-Maschinen, Gerüste und Montagehilfen sowie CAD, CIM und Kalkulations-Software sowie Büroeinrichtungen